# Liste der Bodendenkmäler in Irchenrieth
Auf dieser Seite sind die Bodendenkmäler in der Oberpfälzer Gemeinde Irchenrieth zusammengestellt. Diese Tabelle ist eine Teilliste der Liste der Bodendenkmäler in Bayern. Grundlage ist die Bayerische Denkmalliste, die auf Basis des Bayerischen Denkmalschutzgesetzes vom 1. Oktober 1973 erstmals erstellt wurde und seither durch das Bayerische Landesamt für Denkmalpflege geführt wird. Die folgenden Angaben ersetzen nicht die rechtsverbindliche Auskunft der Denkmalschutzbehörde.

## Bodendenkmäler in Irchenrieth
| Lage                                          | Objekt | Akten-Nr.     | Bild |
| --------------------------------------------- | --- | ------------- | ---- |
| Landrat-Christian-Kreuzer-Straße 4 (Standort) | Archäologische Befunde der frühen Neuzeit im Bereich der katholischen Kirche St. Barbara in Irchenrieth, darunter die Spuren von Vorgängerbauten bzw. älterer Bauphasen. | D-3-6339-0047 |      |
| (Standort)                                    | Archäologische Befunde der abgegangenen frühneuzeitlichen Kapelle Johannes Baptist bei dem Heiligen Brünnlein.                                                           | D-3-6339-0048 |      |